# Роздільна головна частина з блоками індивідуального наведення

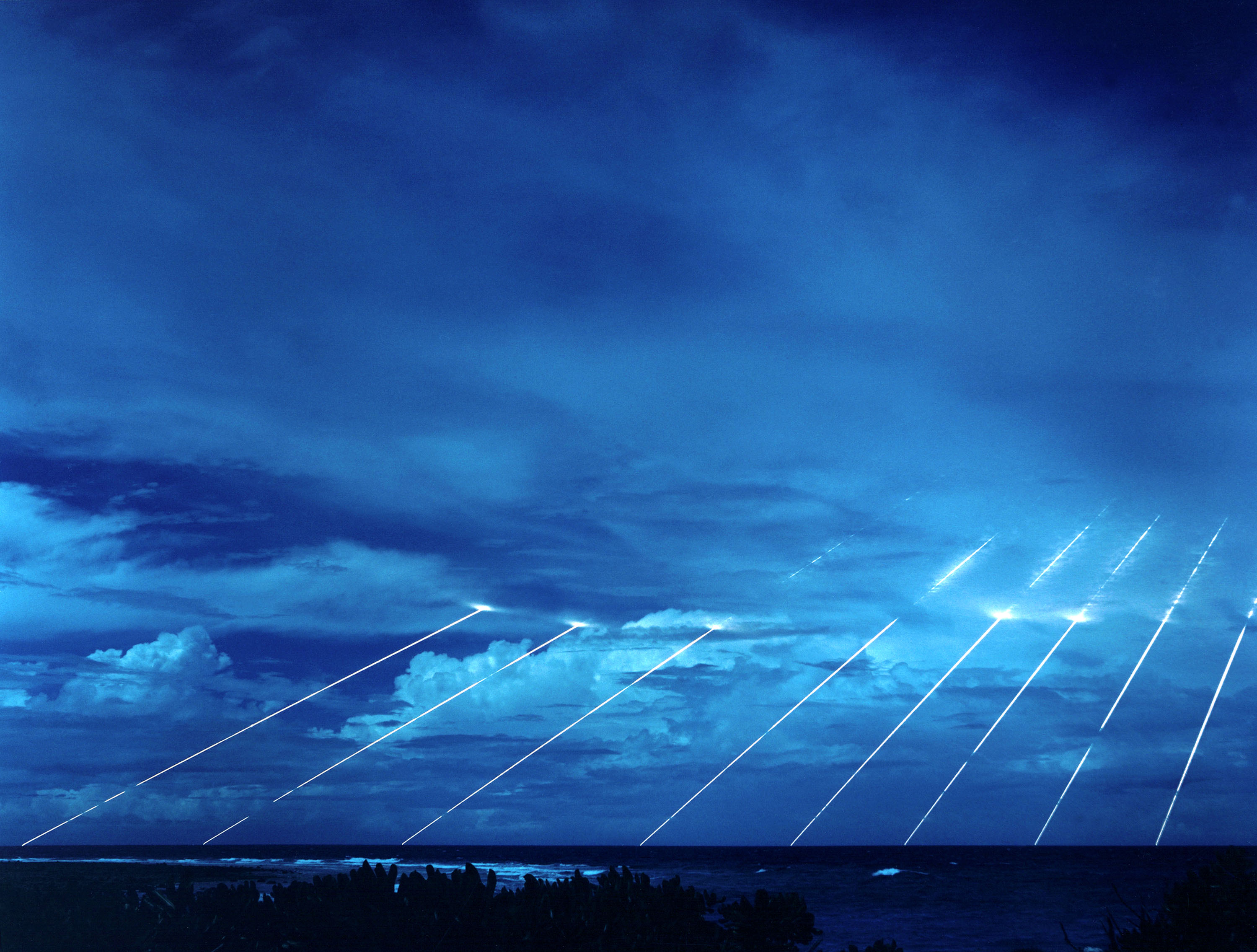
Випробування РГЧ ракети LGM-118A, траєкторії польоту бойових блоків

Роздільна головна частина з блоками індивідуального наведення, РГЧ ІН — тип головної частини балістичних ракет, в англомовній термінології MIRV (англ. multiple independently targetable reentry vehicle). На відміну від моноблочної боєголовки, РГЧ ІН несе у собі кілька бойових блоків, дозволяючи, таким чином, уразити одразу кілька цілей при запуску усього однієї ракети. Такими боєголовками можуть оснащуватися як МБР, так і БРПЧ.
До переваг РГЧ ІН відносяться велика ефективність ураження (див. закон зворотних квадратів), дешевизна (будівництво однієї ракети з десятьма бойовими блоками набагато дешевше будівництва десяти ракет з одним), зниження ефективності ПРО супротивника.
При всіх своїх перевагах з тактичної точки зору, РГЧ ІН являє собою вкрай складний і, ймовірно, один з найбільш досконалих механізмів у галузі ракетної техніки та озброєнь. Наприклад, наведення великої кількості таких дрібних об'єктів як бойовий блок на ціль, віддалену на тисячі кілометрів, вимагає колосальної точності при збереженні повної автономізації. Так, астронавігаційна система AIRS, що використовується на американських ракетах, складається з 19 тисяч деталей, а один тільки акселерометр коштує 300 000 доларів (у цінах 1989 року).

## Історія

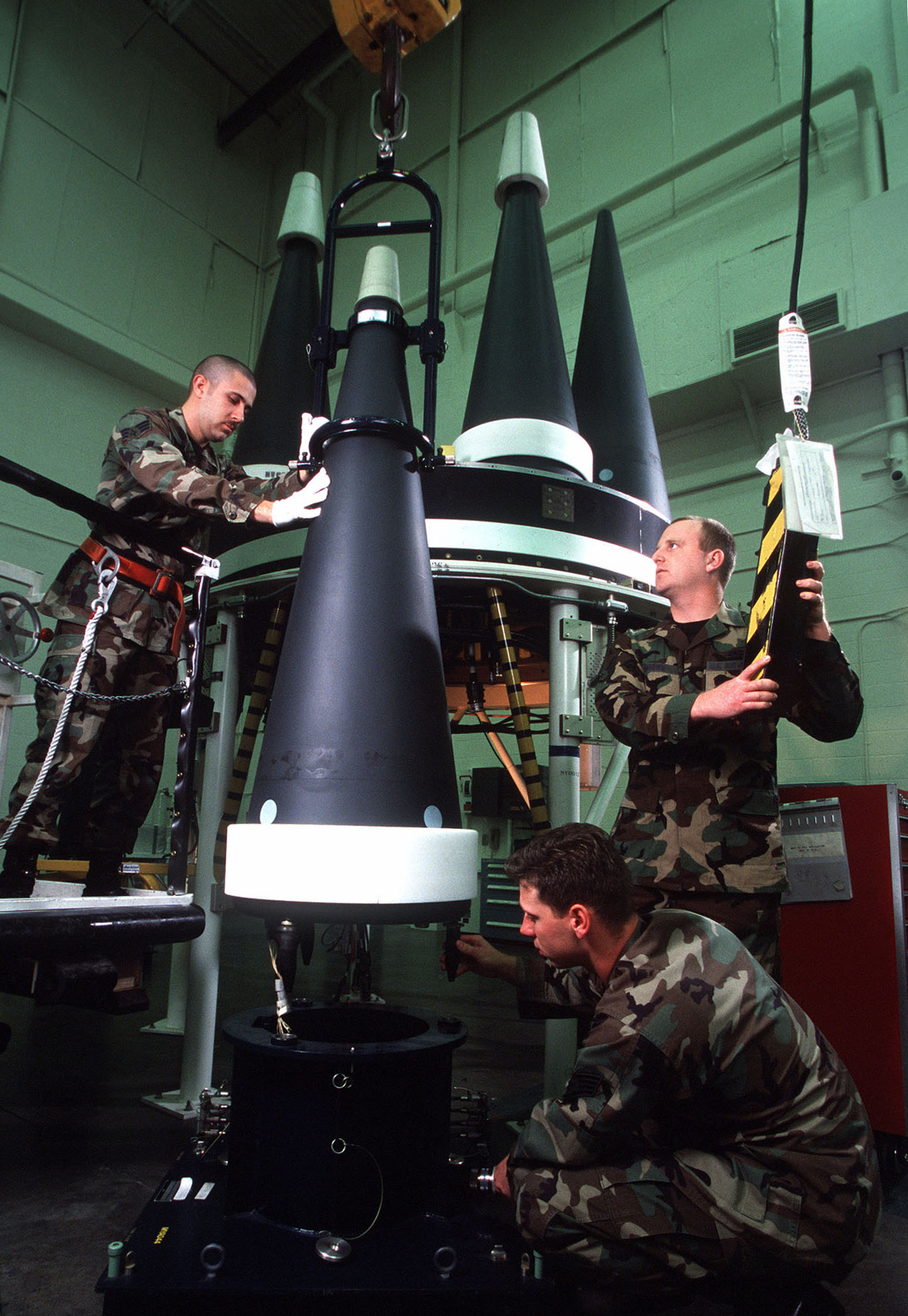
Установка бойових блоків у РГЧ ракети LGM-118 Peacekeeper

На початку 1960-х років був досягнутий істотний прогрес у області як мініатюризації ядерних зарядів, так і підвищення точності балістичних ракет. У результаті виявилося, що багато ракет, що знаходяться на озброєнні СРСР і США, мають надлишкові характеристики по закидуваній вазі, або можуть бути легко форсовані для досягнення підвищених характеристик.
- Збільшення точності ракет означало, що для ураження добре захищених цілей не потрібно застосовувати надпотужні (і дуже важкі) термоядерні заряди, здатні ефективно накрити значну площу; менший ядерний заряд, скинутий з більшою точністю, давав той же ефект.

- Крім того, було розраховано, що для ураження неукріплених, площинних цілей (на зразок великих промислових центрів), кілька ядерних вибухів малої і середньої потужності ефективніше, ніж один надпотужний вибух. Так, одинична 600-кілотонна боєголовка W47 при вибуху створювала зону тотальних руйнувань (ураження ударною хвилею тиском більше 20 фунтів на квадратний дюйм) площею 17,8 квадратних кілометрів. Три еквівалентні їй за загальною вагою 200-кілотонні боєголовки W58 створювали область тотальних руйнувань у 38,4 квадратних кілометри, тобто більш ніж удвічі більшу.

- Нарешті, поява на початку 1960-х систем протиракетної оборони викликала сумніви в ефективності моноблочних ракет. Існуючі на той час протиракетні комплекси могли без особливих зусиль зупинити одиночну боєголовку, таким чином змушуючи посилати проти захищених цілей усе більшу та більшу кількість ракет. З точки зору ураження конкретних, стратегічно важливих цілей, подібне рішення не було економічно ефективним.

Рішенням проблеми була установка на одну ракету декількох невеликих ядерних бойових частин. Після зльоту та виходу на траєкторію, що веде до цілі, бойові частини повинні були відокремитися і продовжити політ незалежно одна від одної. Таким чином, з'являлася можливість легко та ефективно посилити (у 3-5 разів) число готових до застосування боєголовок, не збільшуючи кількості ракет.

### Бойові частини розсіювального типу
Дим. РГЧ розсіювального типу
Першою спробою створити роздільну головну частину були бойові частини розсіювального типу, позбавлені боєголовок індивідуального наведення. Це було найпростішим рішенням: після виходу на траєкторію польоту до цілі, бойові блоки просто розсіювалися у сторони, щоб забезпечити падіння на деякій відстані один від одного.

## Призначення
Військове призначення РГЧ ІН має чотири основні аспекти:
- Підвищення ефективності стратегічних сил у першому ударі[2].
- Забезпечення більшого ураження цілі за певного ядерного заряду. Кілька невеликих боєголовок із меншою потужністю завдають значно більше пошкоджень, ніж одна велика боєголовка. Це, в свою чергу, зменшує кількість ракет і пускових установок, необхідних для досягнення заданого рівня знищення — так само, як це роблять касетні боєприпаси[3].
- У випадку одноцільових ракет потрібно запускати одну ракету на кожну ціль. У той же час, з РГЧ ІН, на етапі розділення боєголовок можна розмістити їх на кілька цілей у широкій зоні.
- Зменшує ефективність протиракетних систем, які базуються на перехопленні окремих боєголовок[4]. Ракета з РГЧ ІН може нести кілька боєголовок (3-12 на ракетах США і Росії, або до 14 Trident II меншого радіусу дії, що нині заборонено договором СНО). Однак перехоплювачі можуть мати лише одну боєголовку на ракету. Таким чином, РГЧ ІН робить системи ПРО менш ефективними як з військової, так і з економічної точки зору, оскільки для оборони проти роздільних блоків знадобиться значно більше захисних ракет. Поряд із реальними боєголовками можуть використовуватись обманні, щоб зменшити ймовірність перехоплення реальних боєголовок. Система, яка знищує ракету на ранній стадії її траєкторії (до розділення РГЧ ІН), не має цієї проблеми, але є більш складною і дорожчою в реалізації.

Наземні міжконтинентальні балістичні ракети (МБР) з РГЧ ІН вважалися дестабілізуючим фактором, оскільки вони надавали перевагу у перших ударах. Перша у світі РГЧ ІН — американська ракета Minuteman III 1970 року — загрожувала різко збільшити ядерний арсенал США і таким чином зробити можливим знищення майже всіх ядерних сил СРСР, знижуючи можливість значної відповіді. Пізніше США почали боятися радянські ракети з РГЧ ІН, оскільки радянські ракети мали більшу вантажопідйомність і могли нести більше боєголовок на кожній ракеті, ніж американські. Наприклад, американські РГЧ ІН могли збільшити кількість боєголовок на ракету у 6 разів, тоді як радянські — у 10 разів. Крім того, США мали меншу частку свого ядерного арсеналу в МБР порівняно з СРСР. Бомбардувальники не могли бути обладнані РГЧ ІН, тому їх потенціал не можна було помножити. Втім, США мали більшу кількість балістичних ракет, розміщених на підводних човнах, які могли оснащуватись ракетами з РГЧ ІН і компенсувати недостатність МБР. Саме через здатність РГЧ ІН наносити перші удари вони були заборонені у наземних МБР у рамках договору СНО-2. СНО-2 був ратифікований російською Думою 14 квітня 2000 року, але Росія вийшла з договору у 2002 році після того, як США вийшли з договору ПРО.

## Принцип роботи

МБР Minuteman-III (LGM-30G): 1. Запускається двигун 1-го ступеня (А) та ракета здіймається з шахтної пускової установки. 2. Приблизно через 60 секунд після запуску 1-й ступінь від'єднується, а двигун 2-го ступеня (B) запалюється. Ракетний обтічник (E) відкидається. 3. За 120 секунд після старту запускається двигун 3-го ступеня (C) та відділяється від 2-го ступеня. 4. Приблизно через 180 секунд після запуску тяга 3-го ступеня припиняється та пришвидшений літальний засіб (D) відокремлюється від ракети. 5. Розігнаний літальний апарат маневрує та готується до розгортання транспортного засобу (RV). 6. Боєголовки (RV), а також приманки і алюмінієва полова (відбивачі радіохвиль радарів), розгортаються під час зниження. 7. Боєголовки та «приманки» повторно входять до атмосфери на високих швидкостях і приводяться до готовності у польоті. 8. Ядерні боєголовки застосовуються, як повітряні, або наземні вибухи.

Принцип роботи РГЧ ІН практично не відрізняється від моноблочної головної частини. Боєголовка виводиться на орбіту балістичною ракетою, а потім від неї відділяється автономний блок розведення (АБР), на якому розміщені бойові блоки. АБР, оснащений власним двигуном, виходить на розраховану траєкторію першого блоку, «відстрілює» його, потім маневрує й виходить на траєкторію другого блоку, розганяється і відокремлює другий блок. Далі процедура повторюється. Після закінчення процедури розведення АБР сходить з орбіти та згорає в атмосфері.
Бойові блоки продовжують автономний політ по балістичній траєкторії, заданій їм автономним блоком розведення. Пасивна ділянка траєкторії займає більшу частину часу всього польоту, починаючи з моменту старту, при міжконтинентальній дальності — до 25 хвилин. При вході в атмосферу малопотужний двигун, встановлений на бойових блоках, розкручує їх навколо осі руху для стабілізації курсу при польоті в атмосфері. Бойові блоки входять до атмосфери на швидкості 5-7 км/с (18000-25000 км/год), залишаючи за собою яскравий шлейф. Крім бойових блоків на борту РГЧ можуть також перебувати транспортні засоби подолання ПРО, наприклад, хибні бойові блоки.

## Приклади
До ракет, оснащених РГЧ ІН, що стоять на озброєнні країн «ядерного клубу» відносяться:
- Велика Британія
  - UGM-133 Trident II (до 14 блоків)

- Ізраїль
  - Єрихон-3 (припускається, що можлива установка декількох блоків)[8]

- Індія
  - Agni-P (2 блоки)
  - Agni-V (до 12 блоків)

- КНР
  - DF-5B (до 8 блоків)
  - DF-5C (10 блоків)
  - DF-31A/B (до 5 блоків)
  - DF-41 (до 10 блоків)
  - JL-2 (до 8 блоків)
  - JL-3 (до 3 блоків)

- Пакистан
  - Ababeel (до 8 блоків)

- Росія
  - Р-30 Булава (не менше 4 блоків)
  - Р-36М (10 блоків)
  - Р-29РМУ2 (4 блоки)
  - РС-24 (не менше 4 блоків)
  - РС-28 Сармат (до 10 блоків)

- США
  - LGM-30G Minuteman-III (до 3 блоків)
  - UGM-133 Trident II (до 14 блоків)

- Франція
  - M51 (до 10 блоків)